# ثيودور هيل
ثيودور هيل (بالألمانية: Theodor Hell)‏ (و. 1775 – 1856 م) هو مؤلف، وكاتب ألماني، ولد في فالدنبورغ، توفي في درسدن، عن عمر يناهز 81 عاماً.

## روابط خارجية
- ثيودور هيل على موقع ميوزك برينز (الإنجليزية)
- ثيودور هيل على موقع ديسكوغز (الإنجليزية)